# Katarro Vandáliko
Katarro Vandáliko es una banda de punk rock de Argentina formada en la ciudad de Tandil a mediados del año 1991.
Su formación actual incluye a: Matt Buzz (voces y guitarra), Juan Papponetti (guitarra y coros), Martin Estevez (bajo y coros) y José "hepa" Espindola en batería. Además, en su extensa trayectoria, pasaron varios integrantes como: Adrián “Chino” Vera (ex Attaque 77), Diego Techeyro, Mauro Ambesi, Juan Novoa y Mariano Fiel y Joy DYimi  

## Historia
Nació en abril de 1991 en la ciudad de Tandil. La formación original incluía a otro cantante, Germán Romero, con Matías Basterrechea en guitarra, Juan Papponetti en bajo y José “Hepatitis” Espíndola en batería.
Al año, Germán se alejó y Matías pasó entonces a ser, además de guitarrista, el nuevo vocalista. Con esta formación grabaron dos demos en 1993 y 1994, año en el cual Adrián “Chino” Vera, quien por ese entonces ya se había distanciado de Attaque 77, se unió a la banda como primer guitarrista.
Vera renunció al grupo en 1996 y un año más tarde la banda se disolvió. Regresaron a fines del '98, pero con algunos cambios: Juan Papponetti dejó el bajo en manos de Diego Techeyro y pasó a tocar la primera guitarra.
En el 2000 salió a la venta su CD debut llamado Buenos Muchachos que fue producido artísticamente por Mariano Martínez (guitarrista de Attaque 77) con el cual obtuvieron muy buena crítica por parte de la prensa y el público. El corte difusión fue Si te encontrara. Ese mismo año se presentaron en el Estadio Obras junto a Attaque 77 cuando estos grabaron su CD en vivo llamado Trapos.
A comienzos del 2002, Techeyro se alejó del grupo por diferencias musicales y Juan Novoa fue reclutado como nuevo bajista.
El próximo disco de Katarro Vandáliko se llamó Llegando al Límite (2003), esta vez con la producción de una auténtica leyenda del punk rock inglés: Sir Honest John Plain (guitarrista de sus adorados The Boys). Rodaron un videoclip para el tema Castillos de naipes de esta placa. En este disco K.V. muestra un cambio significativo en su sonido volviéndose hacia un power pop de influencias varias.
Luego vino un EP de 4 canciones más 3 bonus tracks llamado Simple Nostalgia el cual incluía 3 covers de bandas británicas: No Reply de The Beatles, T.C.P. de The Boys y Se muere de amor cuya música es de los Buzzcocks y la letra de Matt Buzz. Para este EP sale Juan Sebastián Novoa y se suma en el bajo Mauro Damián Ambesi ex De Romanticistas Shaolin's, y Mariano Fiel en batería (ex [Jóvenes Pordioseros].
El siguiente disco de la banda se titula Té de Estilo (2004) y es una coproducción del grupo junto a Martín “Tucán” Bosa (ex tecladista de Juana la Loca, Attaque 77 y La Franela). Otra vez contaron con un invitado de lujo: “Ciro” Pertusi (cantante de Attaque 77) para la versión del tema de Virus El probador. En este trabajo los K.V. muestran una gran personalidad a la hora de hacer canciones con influencias que van desde el pop de los 60´s, la new wave y el punk inglés de los 70´s logrando canciones como Equivocarnos, Y nada más, Prisionero y otras que ya se han convertido en clásicos del grupo en sus shows en vivo.
Formación: Matt Buzz Voz y Guitarra, Juan Papponetti Guitarra/Voz, Mauro Ambesi Bajo/Coros, Mariano Fiel Batería. 
Durante el 2007 Katarro Vandáliko realizó presentaciones a lo largo de toda la Argentina, preparando también el material de lo que hoy en día es el 4.º disco de la banda: Contrareloj, grabado entre junio y julio de 2008 producido por Federico Pertusi y K.V., conteniendo 14 temas entre los cuales incluye una versión en castellano de No Reply (The Beatles).
Katarro Vandáliko se ha presentado en cientos de ocasiones en distintos lugares a lo largo de Argentina y en especial su Capital Federal, logrando hacer varias giras nacionales, como también por Uruguay y Paraguay, muchas veces compartiendo cartel con grupos como Flema, Dos Minutos, Attaque 77, Superuva, Mal Momento, Cadena Perpetua, Pilsen, Doble Fuerza, los alemanes de Thyphoon Motor Dudes y The Pillocks, los españoles de Porretas, los irlandeses Stiff Little Fingers, los ingleses de Buzzcocks, The Lurkers y G.B.H. También en dos shows fueron banda de apoyo de John Plain quien los invitó a participar en su CD John Plain & amigos junto a músicos como el recordado Pappo, Stuka (Los Violadores), Flavio Casanova (Historia del Crimen) y Mariano Martínez.

## Discografía.
01 - Buenos Muchachos. (2000)
01 - El Mundo En Agonía.
02 - Si Te Encontrara.
03 - Jardín Eléctrico.
04 - No Se Que Pensar.
05 - Cuando yo Esté Muerto.
06 - Una Copa Más.
07 - Buenos Muchachos.
08 - No Hay Igualdad.
09 - Espero Que Alguna Vez.
10 - Fugitivo de la Ley.
11 - Bajo el Sol.
12 - Todo Terminó. 
13 - Como Voy A Hacer.
14 - Ni Para Bien, Ni Para Mal.
02 - Llegando Al Límite. (2002)
01 - Desamor.
02 - Castillos de Naipes.
03 - Dando Vueltas Por Tu Vida.
04 - Situaciones.
05 - Lucy.
06 - Lo Que El Tiempo Se Llevó.
07 - My Minds Eye.
08 - Autosuficiencia.
09 - Tratando.
10 - Lejano y Oxidado.
11 - El Tren De La Locura.
12 - Las Agujas Del Reloj.
13 - Días Distantes.
14 - Un Rayo De Luz
03 - Simple Nostalgia (EP). (2003)
01 - Sin Respuesta.
02 - TCP.
03 - Cuatro Paredes.
04 - Se Muere De Amor.
05 - Sneaky.
06 - Víctima De Qué.
07 - Nada Puede Cambiar.
04 - Té de Estilo. (2005)
01 - Prisionero.
02 - Sin Comentario.
03 - Cuatro Paredes.
04 - Dieciséis.
05 - Nada Más.
06 - Equivocarnos.
07 - El Probador.
08 - Mi Herida.
09 - Afrodita.
10 - Lunes Mi Duelo.
11 - Surf Calavera.
12 - Emocionado.
13 - Ansiedad.
14 - Se Muere De Amor.
05 - Contrareloj. (2008)
01 - Terciopelo y Gillette.
02 - Seguir Así.
03 - Empezar A Luchar.
04 - El Llamado.
05 - Decirte Adiós.
06 - Viernes.
07 - Crónica de Una Suerte Anunciada.
08 - Un Tiempo Hay.
09 - No Reply.
10 - Mirar Para Descubrir.
11 - Esos Locos.
12 - Talibán.
13 - Una Desición.
14 - Especialmente.
06 - El Sonido De Tu Tiempo. (2011)
01 - Episodio 1.
02 - Hay Una Figura.
03 - Será Que Vos Y Yo.
04 - Que Pista Seguir.
05 - Episodio 2.
06 - Qué Me Das?
07 - Imprudencia Fatal.
08 - Episodio 3.
09 - Universo.
10 - Solo Para Recordar.
11 - Los Meteoros.
12 - Sin Ganador.
13 - Episodio 4.
14 - Acelerador (Volveré Por Mi Vergüenza).
07 - En El Lado B Del Corazón. (2025)
01 - Souvenir De Astronauta.
02 - Aterrizaje Forzozo.
03 - Nuestro Mundo.
04 - Nunca Voy a Olvidarte.
05 - Canción Inframundo.
06 - Otra Vez.
07 - Ella Vendrá.
08 - En El Lado B Del Corazón.
09 - Diez Kilómetros De Olvido.
10 - La Verdad Ha Sido Cruel.